# سعادي منتبج
السعادي المنتبج نوع نباتي يتبع جنس السعادي من الفصيلة السعدية.

## الموئل والانتشار
موطنه الأصلي كندا.

## مرادفات للاسم العلمي
- (باللاتينية: Carex folliculata var. major Pursh)
- (باللاتينية: Carex intumescens var. fernaldii L.H.Bailey)
- (باللاتينية: Carex intumescens var. intumescens)
- (باللاتينية: Carex intumescens f. intumescens)
- (باللاتينية: Carex intumescens f. ventriosa Fernald)